# Matteo Manassero
Matteo Manassero (Negrar, 1993. április 19. –) olasz profi golfozó. Minden idők legfiatalabb European Tour győztese.

## Életrajz
Negrari születésű, (Verona régió, Olaszország), 1993 április 19-én látta meg a napvilágot, 3 és fél évesen kezdett golfozni az Golf Club Villafranca golfklubban.
1998-ban a GardaGolf Country Club-ban folytatta Franco Maestroni, bergamói származású edzője szárnyai alatt.

## Amatőr győzelmek
2009-ben, 16 évesen bejutott és rögtön megnyerte a nemzetközi The Amateur Championshipet, amely egyike a két legkomolyabb amatőr versenynek. Eredményeként a minden idők legfiatalabb nyertese cím mellett az első profi versenymeghívást is magának tudhatja a Major The Open Championshipre, ahol olyan nemzetközileg is elismert profikkal versenyezhetett mint Tom Watson és Sergio Garcia. Fiatal kora ellenére a 13-ik helyen végzett, a torinói Francesco Molinari-val együtt, aki az olasz profi golf egyik legkiemelkedőbb alakja.
2010. április 9-én, 16 évesen, 11 hónaposan és 22 naposan, Matteo Manassero megdöntötte a dél-amerikai Bobby Cole 1967-es rekordját, és ezzel az Augusta Masters utolsó két körébe valaha bejutott legfiatalabb játékosává vált. 36-ként végzett, a szakma nagy meglepetésére.

## Profi győzelmek
2010 májusában vált profi golfozóvá. Az első profi versenye az Italian Open a torinói Royal Park pályán, ahol az első 30 között végezett.
A PGA Championship Wentworth-i versenyére meghívottként jutott el, majd nemcsak bejutott az utolsó két napi versenybe, hanem 17-ként végezett.
2010. október 24-én, 6 hónappal profivá válása után Matteo Manassero megnyerte az első golf versenyét, a spanyol Castello Masterst 17 évesen, 6 hónaposan és 5 naposan, ezzel a legfiatalabb European Tour verseny nyertesévé válva az új-zélandi Danny Lee rekordját megdöntve, aki 2009 februárjában az ausztrál Johnnie Walker Classicon diadalmaskodott Perthben.
A rákövetkező év november 30-án az év PGA European Tour Rookiejává választották, amely elismerést a múltban olyan neves versenyzők érdemeltek ki, mint Nick Faldo, Tony Jacklin, Sandy Lyle, José María Olazábal vagy Colin Montgomerie.
2011 áprilisában másodszorra is diadalmaskodott a European Tour versenyén, ez alkalommal a Malaysian Opent nyeri meg Kuala Lumpurban.

## Major győzelmek
| Verseny           | 2009   | 2010   | 2011 |
| ----------------- | ------ | ------ | ---- |
| The Masters       | DNP    | T36 LA | DNP  |
| U.S. Open         | DNP    | DNP    | T54  |
| Open Championship | T13 LA | DNP    | CUT  |
| PGA Championship  | DNP    | DNP    | T37  |

LA = legjobb amatőr

DNP = nem vett részt 

CUT = kiesett 

"T" = holtverseny

## Fordítás
Ez a szócikk részben vagy egészben  a   Matteo Manassero című olasz Wikipédia-szócikk ezen változatának fordításán alapul.  Az eredeti cikk szerkesztőit annak laptörténete sorolja fel. Ez a jelzés csupán a megfogalmazás eredetét és a szerzői jogokat jelzi, nem szolgál a cikkben szereplő információk forrásmegjelöléseként.